# Сырные рынки (Нидерланды)

В данном списке приводятся сведения о пяти существующих по состоянию на начало XXI века сырных рынков в Нидерландах.
Рынок в Вурдене (нидерл. Woerden) — полноценный современный коммерческий рынок сыра. Четыре других — в Алкмаре, в Гауде, в Эдаме и в Хорне — являются историческими копиями сырных рынков, существовавших в Средние века.

## Алкмар
Сырный рынок в Алкмаре работает каждую пятницу с 10:00 до 12:30 часов, с первой пятницы апреля по первую пятницу сентября. Существуют четыре группы (нидерл. vemen) носильщиков сыра (нидерл. kaasdragers), которые различаются по разному цвету шляп: красные, голубые, зеленые и желтые. По два носильщика несут головки сыра на носилках в весовую — обычно носилки весят около 160 кг. Цена сыра устанавливается по бартерной системе (нидерл. handjeklap).

## Эдам
Рынок в Эдаме является самым популярным рынком сыра в Нидерландах, и как следуют из названия, на этом рынке продается преимущественно сыр Эдам. Как и раньше, сыр на рынке продается с конных повозок и лодок. Рынок открыт в июле и августе по средам с 10:30 до 12:30.

## Хорн
Рынок в Хорне открыт в 2007 году, работает каждый четверг с 12:30 до 13:45, а в период с 28 июня по 20 сентября — каждый вечер четверга с 21:00 до 22:15 часов.

## Гауда
Рынок в Гауде функционирует более трёх столетий на нидерл. Goudse kaasmarkt, торговля сыром идёт с середины июня по август. Сыр завозится каждый четверг утром с 10:00 до 12:30. Рынок окружён множеством выставочных палаток, в которых представлены исторические голландские профессии, от производства сыров до производства масла.

## Вурден
Рынок в Вурдене существует более 100 лет, каждую среду начиная с около 9 часов утра начинается торговля между фермерами — производителями сыра (нидерл. kaasboeren) и розничными рыночными торговцами (нидерл. marktmeester, в результате чего определяется цена на различные виды сыра. Сыры, выставляемые для продажи — «фермерские сыры» (нидерл. boerenkazen, производятся традиционным образом и считается, что имеют лучший вкус, чем фабричные сыры.

### Исторический рынок сыра в Вурдене
Традиционно, в августе, в последнюю среду летних школьных каникул (для центральных Нидерландов), работает исторический сырный рынок, на котором фермеры и их жены одеваются в исторические костюмы и возрождают традиционный сырный рынок.